# Порт Хорлы
Хорлы — морской торговый портовый пункт Скадовского морского порта, расположенный на берегу Каркинитского залива Чёрного моря в селе Хорлы (Херсонская область) в 30 км к востоку от Скадовска.
Адрес: 75813, Херсонская обл., Каланчакский район, село Хорлы, улица Набережная, 1.
Размер статусного капитала — 394 425,63 грн. (на 30.11.2017).